# نيكولا أوليفييري
نيكولا أوليفييري (بالإيطالية: Nikola Olivieri)‏ هو لاعب كرة قدم إيطالي في مركز الهجوم، ولد في 11 يناير 1987 في مارتينسيكورو في إيطاليا. شارك مع Italy national football C team ‏. أما مع النوادي، فقد لعب مع كوسينزا كالشيو ونادي بيسكارا ونادي كاسالي.